# Маларе
Маларе (итал. Mallare) је насеље у Италији у округу Савона, региону Лигурија.
Према процени из 2011. у насељу је живело 792 становника. Насеље се налази на надморској висини од 464 м.

## Становништво
Према резултатима пописа становништва 2011. у општини је живело 1.200 становника.
| 1936. | 1951. | 1961. | 1971. | 1981. | 1991. | 2001. | 2011. |
| ----- | ----- | ----- | ----- | ----- | ----- | ----- | ----- |
| 1.583 | 1.655 | 1.529 | 1.328 | 1.265 | 1.232 | 1.293 | 1.200 |